# Franz Latzin
Franz Latzin (Villach, 1943. május 31. – 2019. január 31.) osztrák nemzetközi labdarúgó-játékvezető. Polgári foglalkozása lakatos.	

## Pályafutása

### Nemzeti játékvezetés
A játékvezetésből 1964. október 20-án a Karintiai Labdarúgó-szövetségben vizsgázott. Pályafutása kezdetén alacsonyabb osztályokban vezetett. 1970-ben minősítették országos, II. Ligás, 1973. szeptember 14-én I. Ligás játékvezetőnek. A nemzeti játékvezetéstől 1987. október 3-án vonult vissza. Összesen 141 élvonalbeli mérkőzést vezetett.

### Nemzetközi játékvezetés
Az Osztrák labdarúgó-szövetség Játékvezető Bizottsága (JB) 1978-ban terjesztette fel nemzetközi játékvezetőnek, a Nemzetközi Labdarúgó-szövetség (FIFA) bíróinak keretébe. A FIFA JB központi nyelvei közül a németet beszéli. Több nemzetek közötti válogatott és klubmérkőzést vezetett, vagy működő társának partbíróként segített. Az osztrák nemzetközi játékvezetők rangsorában, a világbajnokság-Európa-bajnokság sorrendjében többedmagával a 31. helyet foglalja el 1 találkozó szolgálatával. Az aktív nemzetközi játékvezetéstől 1984-ben búcsúzott. Összesen 2 válogatott találkozót vezetett.

#### Világbajnokság
Az 1982-es labdarúgó-világbajnokság selejtezőin a FIFA JB játékvezetőként alkalmazta.
| Időpont              | Helyszín                    | Mérkőzés típusa                                            | Mérkőzés              | Eredmény |
| -------------------- | --------------------------- | ---------------------------------------------------------- | --------------------- | -------- |
| 1980. szeptember 10. | Nemzeti Stadion, Luxembourg | 1982-es labdarúgó-világbajnokság előselejtező (5. csoport) | Luxemburg–Jugoszlávia | 0 – 5    |

#### Európa-bajnokság
Az 1987-es női labdarúgó-Európa-bajnokság selejtezőin az UEFA JB játékvezetőként foglalkoztatta.
| Időpont         | Helyszín                 | Mérkőzés típusa                                                  | Mérkőzés                 | Eredmény | Nézők száma |
| --------------- | ------------------------ | ---------------------------------------------------------------- | ------------------------ | -------- | ----------- |
| 1985. május 25. | Városi Stadion, Gyöngyös | 1987-es női labdarúgó-Európa-bajnokság előselejtező (4. csoport) | Magyarország–Olaszország | 2 – 3    | 4000        |

#### Magyar vonatkozású nemzetközi kupamérkőzések
| Időpont              | Helyszín                   | Mérkőzés típusa                   | Mérkőzés       | Eredmény |
| -------------------- | -------------------------- | --------------------------------- | -------------- | -------- |
| 1983. szeptember 28. | Kispesti Stadion, Budapest | UEFA-kupa előselejtező (első kör) | Honvéd–Larissa | 3 – 0    |